# Hörnchenwickelmaschine
Eine Hörnchenwickelmaschine oder Croissant-Wickelmaschine ist ein technisches Hilfsmittel zur Formung von Teigen.
In der professionellen Bäckerei werden spezialisierte Hörnchenwickelmaschinen eingesetzt zum Formen von Hörnchen (Parisette, Zopfstränge), Salzstangen, Croissants, Butterhörnchen, Kornspitz-Teigen oder sogar zum Wickeln von Brezeln. Dabei werden die ausgerollten Teige oder Teigschnüre auf ein Band gelegt, das über mehrere Rollen läuft und durch mehrere Umlenkungen die Teige aufwickelt. Die Maschinen haben meist einen Langwirktisch oder Rücklauftisch, um mehrere fertige Teiglinge ablegen zu können, und verfügen gewöhnlich über einen Eingreifschutz.
Die Arbeitsbreite beträgt zwischen 30 und 90 Zentimeter. Es können Teige bis zu einer Dicke von etwa einem Zentimeter verarbeitet werden.